# Alpha (Funknavigation)
Alpha (offizielle Bezeichnung RSDN-20, wobei RSDN für Radiotechnitscheskaja sistema dalnei nawigazii, russisch Радиотехническая система дальней навигации, Radiotechnisches Fernnavigationssystem, steht) ist ein russisches System zur Funknavigation im Frequenzbereich der Längstwellen. In der Funktionsweise entspricht es dem internationalen OMEGA-System, das bis 1997 in Betrieb war.
Das Alpha-System besteht aus fünf Sendern auf dem Gebiet der ehemaligen Sowjetunion, deren Reichweite aber weit darüber hinausgeht/ging. Die hohen, vermutlich selbststrahlenden Sendemasten stehen in der Nähe von Nowosibirsk (Masterstation), Krasnodar, Komsomolsk am Amur (wegen der Lage in der Region Chabarowsk oft als Chabarowsk angegeben) und Rewda in Russland (Halbinsel Kola) sowie nordwestlich von Türkmenabat in Turkmenistan (17 km westlich der Stadt Seýdi, früher russisch Neftesawodsk). Diese Sender strahlen je 3,6 Sekunden lange Signale auf den Frequenzen 11,905 kHz, 12,649 kHz und 14,881 kHz aus. Aus der Phasenverschiebung der empfangenen Signale kann mittels Hyperbelnavigation der Standort bestimmt werden.
Da das System der militärischen Geheimhaltung unterliegt, gibt es kaum offizielle Angaben. Der Sender Seýdi soll heute außer Betrieb sein. Erste Testsignale konnten in den USA 1962 aufgefangen werden. Die Senderkette Krasnodar – Nowosibirsk – Komsomolsk ging 1968 in Betrieb; ihre Erstreckung vom Westen bis zum äußersten Osten Russlands lässt vermuten, dass sie
für militärische Navigation von der amerikanischen Polarregion bis nach Südasien und den Indischen Ozean ausgelegt wurde. Neben der Flugnavigation erlauben die Längstwellen (wie bei OMEGA) auch die Navigation von U-Booten.

## Sender
| Sender             | Lage                                                                     |
| ------------------ | ------------------------------------------------------------------------ |
| Nowosibirsk        | 55° 45′ 22″ N, 84° 26′ 52″ O Russland, Oblast Nowosibirsk, bei Bolotnoje |
| Krasnodar          | 45° 24′ 12″ N, 38° 9′ 29″ O Russland, Region Krasnodar bei Poltawskaja   |
| Komsomolsk am Amur | 50° 4′ 24″ N, 136° 36′ 24″ O Russland, Region Chabarowsk, bei Elban      |
| Rewda              | 68° 2′ 13″ N, 34° 40′ 45″ O Russland, Oblast Murmansk                    |
| Seýdi              | 39° 25′ 0,1″ N, 62° 54′ 0″ O Turkmenistan Provinz Lebap                  |